# 徳川宗賢
徳川 宗賢（とくがわ むねまさ、1930年11月27日 - 1999年6月6日）は、日本の言語学者・国語学者。大阪大学名誉教授。博士（文学）。日本語の方言学の第一人者であった。

## 生涯
東京府出身。田安徳川家9代当主・徳川達孝伯爵の長男徳川達成（のち10代当主、伯爵）の次男として生まれる。母は徳川元子。
学習院大学文学部文学科国文学専攻を卒業。学習院大学大学院人文科学研究科国文学修士課程を修了。東条操に師事した。
国立国語研究所研究員、大阪大学文学部教授を経て、学習院大学文学部日本語日本文学科教授。国語学会代表理事。社会言語科学会会長。第21期国語審議会委員。
急性心筋梗塞により死去。勲三等瑞宝章を授与される。叙正四位。

## 業績
研究領域は幅広く、日本語教育や国際交流の分野でも活躍したが、特筆すべきは日本語の方言に関する研究である。国立国語研究所が研究の一環として方言の全国調査に乗り出し、その調査結果を『日本言語地図』としてまとめたが、この企画・調査・編集作業に主導的役割を果たした。従来の方言研究は「言語変異の空間的側面を捉えることによって成立する」というのが一般的な立場であったが、徳川は「空間的側面のみならず、地域社会の複雑な言語実態を総合的に捉えるべき」という立場から、個人差と地域差、年齢差と地域差、場面差と地域差などの観点から分析を進め、日本における方言学の流れを大きく変えた。
この他、司馬遼太郎とも、対話「日本の母語は各地の方言」（『日本語と日本人』 中公文庫、のち『日本語の本質 - 司馬遼太郎対話選集2』文春文庫）を行っている。また、テレビ番組「探偵!ナイトスクープ」のアホ・バカ分布図作成にアドバイスを行った。さらに広く、国語審議会委員、日本学術会議会員として、国の言語政策、文教政策にも重要な提言をした。

## 人物
国立国語研究所の所員であった頃、『日本言語地図』作成のために調査に出かけ、県境の田舎にある農家の縁先に腰をかけたところ、出されたお茶の中に虫が混入していたが、注いでくれた老婆が後ろを向いた隙に虫を摘まみ出し、老婆がこちらへ向き直った時には、そのお茶を美味しそうに悠然と飲み干して調査を続行した。
飾らない人柄から、周りの人からはよく「お殿様」と呼ばれたが、親しい仲間では「トクちゃん」と呼ばれることが多かった。出身や身分や年齢にこだわらず分け隔てなく接し、誰からどんな論文を送られてもすぐに感想をしたためて激励した。卒業論文の成績評価に関しても、減点法ではなく加点法を採用し、的確に長所を見つけては助言した。
非常に筆まめで、葉書の数通を会議の内職で簡単に書き上げていた。来た手紙には必ず返信を書き、また自分から思いついたことがあれば、すぐに手紙を書いた。

## 家族
妻の徳川陽子は物理学者で東京工芸大学名誉教授。娘の松方冬子は日本史学者、東京大学史料編纂所教授。

## 著書
- 『日本人の方言』（筑摩書房） 1978
- 『言葉・西と東』（中央公論社、日本語の世界8） 1981
- 『方言地理学の展開』（ひつじ書房） 1993
- 『日本語研究と教育の道』（明治書院） 1994

### 編著・共編
- 『方言研究のすべて』（平井昌夫共編、至文堂） 1969
- 『類義語辞典』（宮島達夫共編、東京堂出版） 1972・1978
- 『方言地理学図集』（W・A・グロータース共編、秋山書店） 1976
- 『現代の日本語』（柴田武, 祖父江孝男共著、三省堂選書） 1977
- 『日本の方言地図』（中公新書） 1979
- 『上方ことばの世界』（武蔵野書院、武蔵野文庫、懐徳堂記念講座） 1985
- 『日米のコミュニケーション』（南雲堂） 1985
- 『新・方言学を学ぶ人のために』（真田信治共編、世界思想社） 1991
- 『関西方言の社会言語学』（真田信治共編、世界思想社） 1995
- 『集英社ポケット国語辞典』（集英社） 1996
- 『集英社ポケットカタカナ語辞典』（集英社） 1999